# Ярмарка лошадей (картина Бонёр)
«Ярмарка лошадей» (фр. Le Marché aux chevaux) — картина французской художницы Розы Бонёр, начатая в 1852 году и впервые выставленная на Парижском салоне в 1853 году. Художница добавила несколько завершающих штрихов в 1855 году. Размер картины — 244,5 × 506,7 см. Картина хранится в Метрополитен-музее (галерея 812, инв. 87.25) в Нью-Йорке.

## Описание
На картине изображены торговцы, продающие лошадей на конном рынке, который расположен на бульваре Опиталь в Париже. Слева можно увидеть госпиталь Сальпетриер. Бонёр отошла от традиционного изображения конского глаза, таким какой он есть, вместо этого, использовала антропоморфизм для эмоционального эффекта. Было высказано предположение, что одна из человеческих фигур в центре, единственная взгляд которой направлен на зрителя, является автопортретом художницы .
Картина, с её большими масштабами, реалистичным стилем и сильным чувством движения, может считаться протокинематической.

## История
Два эскиза и этюд для Ярмарки лошадей

### Создание
Бонёр, часто выполнявшая заказы для французского правительства, предложила министру изобразительных искусств Шарлю де Морни, герцогу Морни, для рассмотрения государственной комиссией два эскиза на выбор: «Ярмарку лошадей» и «Сенокос в Оверни». Несмотря на то что, тот отрицательно отнесся к «Ярмарке» и заказал для выставки картину «Сенокос в Оверни», Бонёр сосредоточилась на завершении «Ярмарки лошадей», и после положительного приёма картины на выставке, де Морни изменил своё мнение.
В подготовке картины, Бонёр использовала серии набросков першеронов и других лошадей-тяжеловозов, которые она сделала на парижском конном рынке, находившемся на усаженном деревьями бульваре Опиталь, недалеко от госпиталя Сальпетриер, который виден на заднем плане картины. Она посещала рынок два раза в неделю в течение полутора лет с лета 1850 года до конца 1851 года. Несмотря на то, что Бонёр обычно носила мужскую одежду дома и на даче, но, чтобы не привлекать к себе внимание, она просила специальное разрешение у парижской полиции, чтобы одеваться в мужскую одежду на конном рынке. Ранее, в 1845 году, она делала эскизы на парижской скотобойне, что было типичным занятием для художника-анималиста, но будучи первой женщиной на этом поприще, она испытывала притеснения. В дополнение к эскизами на парижском конном рынке, Бонёр также делала наброски животных компании Paris Omnibus, которая занималась конными перевозками.

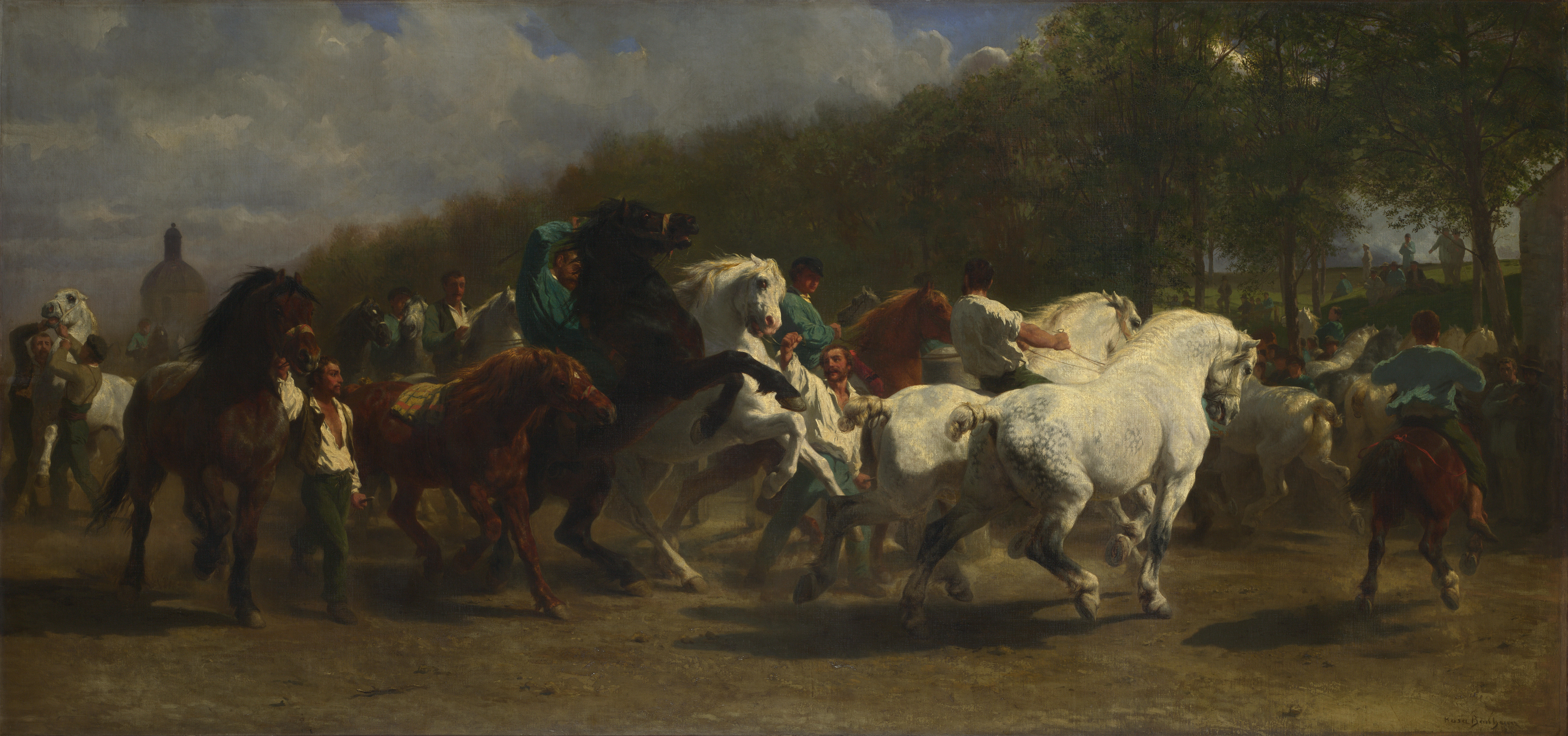
Уменьшенная версия, Национальная галерея, Лондон

 Среди художников повлиявших на творчество Бонёр, были такие художники как Джордж Стаббс, Теодор Жерико и Эжен Делакруа, а также скульптура Древней Греции. Она описала картину как свой собственный Фриз Парфенона.

### Копии
Бонёр написала несколько копии картины. Первая из них, размером 120 × 250 см, была написана в 1855 году Бонёр совместно с подругой Натали Микас, и подарена Лондонской национальной галерее в 1859 году из поместья Джейкоба Белла.
Вторая меньшая копия, которая нравилась ей больше, хранилась сначала в коллекции семьи Макконнел, владельцев хлопковой фабрики в Крессбруке, Дербишир, и позже, в коллекции Джека Уилера до 1989 году, когда она была выставлена в музее «Медоуз» в Далласе. Третья точная копия, сделанная для коммандера Артура Хилла Омманни Питера Хилла-Лоу в Сомерсете (первый муж спортсменки, стрелка из лука, Беатрис Хилл-Лоу), была продана на «Сотбисе» в 1978 году и сейчас находится в частной коллекции в Батон-Руже. Четвёртая версия, намного меньшего размера — 48 × 89 см, находится в частной коллекции Карла Ловенштейна. Акварельная версия, 61 × 127 см, написанная в 1867 году была продана на «Сотбисе» в Нью-Йорке в 2007 году. Аналогичная акварельная версия была продана компанией Knoedler в 1982 году.

### Выставки
Картина впервые была показана на парижском салоне в мае 1853 года и получила высокую оценку критиков. Некоторые прокомментировали «мужской» характер работы. Картина была впоследствии выставлена в Генте в 1853 году, а затем в Бордо в 1854 году, но город отказался купить её за 15 тыс. франков. В итоге картина была продана арт-дилеру Эрнсту Гамбарту в 1854 году 40 тыс. франков. Бонёр добавила последние штрихи к картине в 1855 году.
Во время тура по Британии в 1855—1857 годах, картина была показана в разных городах. В Лондоне картина была выставлена в доме художника Эдвина Ландсира, известного своими картинами о животных. Королева Виктория просила частного просмотра в Букингемском дворце. В 1857 году работа была продана торговцу хлопком Уильяму Райту за 30 тыс. франков, который продал её Александр Терни Стюарту в 1866 году. После смерти Стюарта в 1876 году и его вдовы Корнелии в 1886 году картина была куплена на аукционе Корнелиусом Вандербильтом II в марте 1887 году за 53 тыс. долларов и немедленно передана в дар Метрополитен-музею в Нью-Йорке. Это была самая известная картина из произведений Бонёр, и Метрополитен-музей назвал её одним из самых известных произведений искусства.

## Наследие

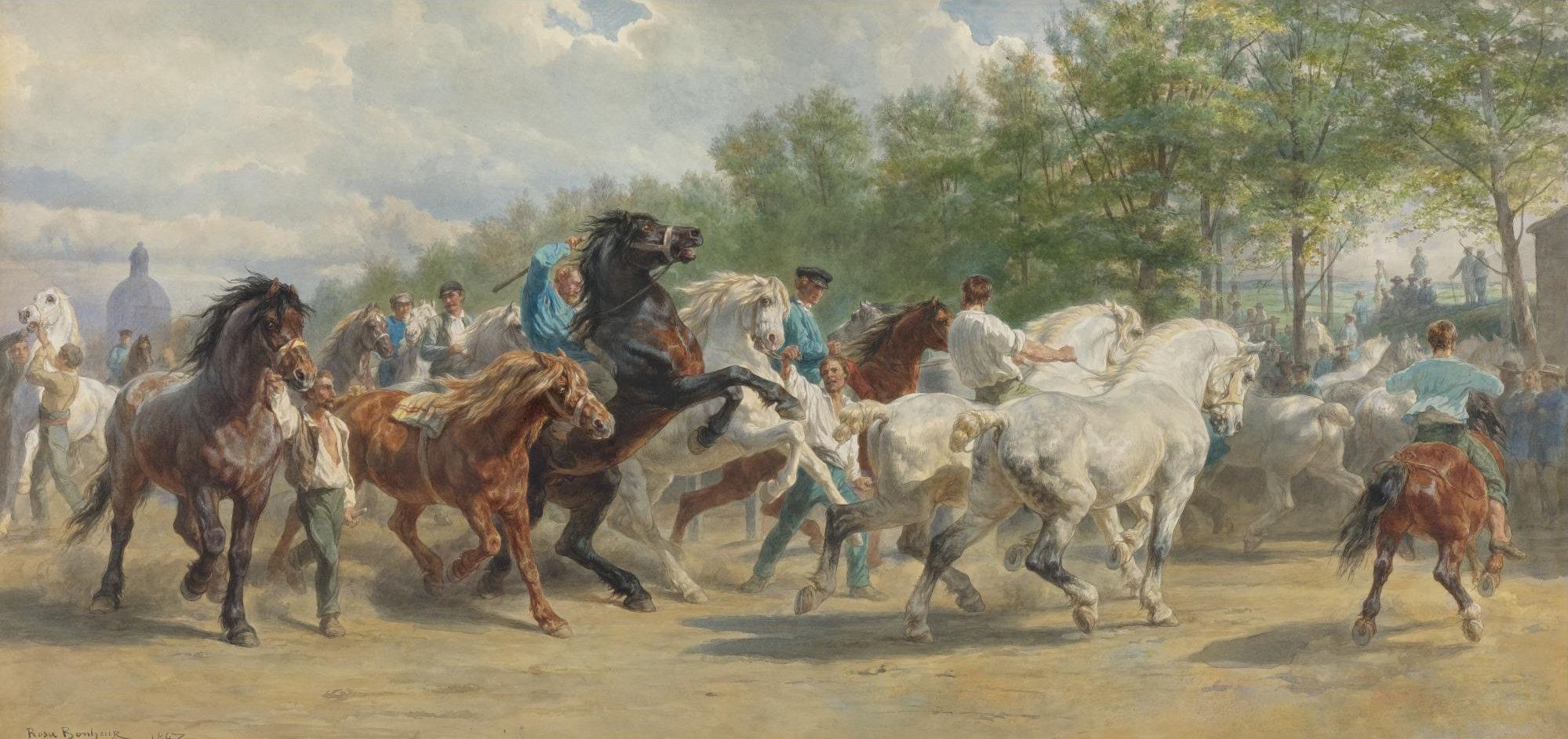
Акварель 1867 года; продана на Sotheby’s в 2007 году

Первую гравюру работы сделал Жюль Жак Вейрасса во время парижского салона 1853 года, в то время как часто воспроизводимая гравюра Томаса Ландсира помогла ему добиться широкой популярности. Гравюра Ландсира была основана на меньшей (первой) копии картины. Художница Молли Люс заявила, что «Ярмарка лошадей» была первой работой, которая повлияла на её решение стать художником. Картина также вдохновила молодого Уэйна Тибо. В литературном мире «Ярмарка лошадей» вдохновила антологию 2000 года поэтессы Робин Беккер.
Брат Бонёр, Исидор Бонёр, отлил бронзовую рельефную мемориальную доску по мотивам картины для её памятника в Фонтенбло. Мемориал включал в себя большую статую быка на постаменте с четырьмя рельефными табличками, на которых изображены её самые популярные картины. Мемориал был разрушен в 1941 году, но в музее искусств Дахеш в Нью-Йорке хранится слепок с мемориальной доски.